# Akha

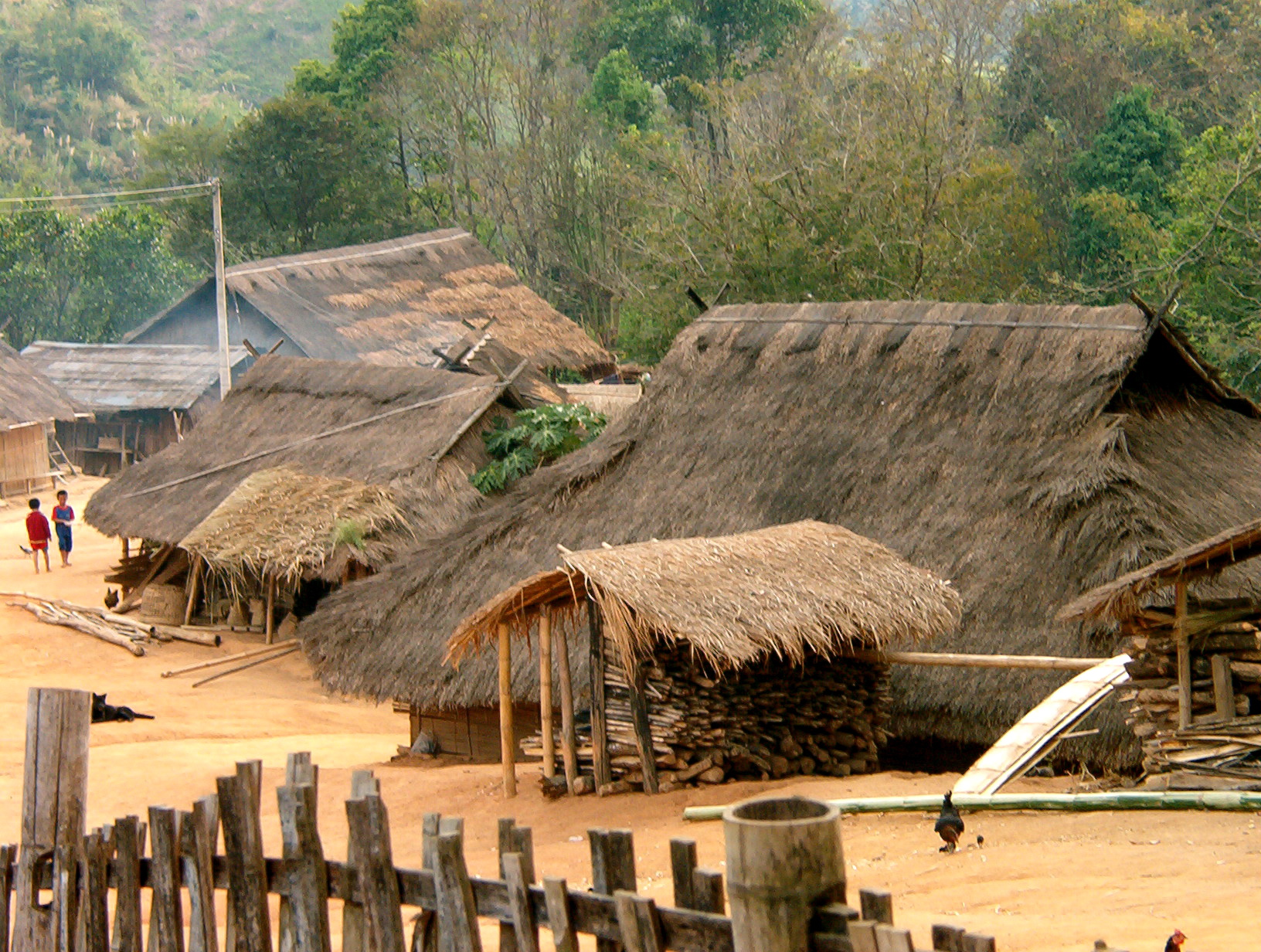
En Akhaby med sina flätade tak.

Akha är ett minoritetsfolk som återfinns i bergstrakterna i gränsområdena mellan Kina, Burma (Myanmar), Thailand, Laos och Vietnam.
Deras antal är osäkert, men har uppskattats till alltifrån 0,5 till ungefär 1,5 miljoner, varav de flesta bor i södra Kina och i Burma.
I Thailand bor c:a 80 000 i omkring 300 byar. Folket räknas som ett av Kinas 56 officiella minoritetsfolk.
De talar Akhaspråket som är ett tibetoburmanskt språk. Skriftspråk saknas.
I allmänhet bor de i hyddor av bambu, uppsatta på pålar av bambu.
Hyddorna är delade efter kön så att kvinnorna har en sida och männen den andra, som är den mer allmänna delen.
Förr var svedjebruket allmänt men det skapade många konflikter med thailändska regeringen och dem som ville nyttja skogen mer rationellt.
I vissa byar har det odlats opium men de flesta försöker livnära sig på odling av ris, kaffe, te och sojabönaor samt turism. De är också skickliga jägare.
De är i allmänhet animister och tror att världen är fylld av andar, som både är goda och onda.